# Bei Mir Bistu Shein
Bei Mir Bistu Shein o Bei Mir Bist Du Shein, noto anche con il titolo traslitterato come Bay Mir Bistu Sheyn (in yiddish: בײַ מיר ביסטו שיין) o con il titolo in tedesco Bei mir bist du schön, è un brano musicale di genere swing, composto nel 1932 con un testo originale in yiddish da Jacob Jacobs (autore del testo) e da Sholom Secunda (autore della melodia) per il musical Men ken lebn nor men lost nisht  ed interpretato per la prima volta da Aaron Lebedeff e Lucy Levin.  Il brano fu quindi portato al successo nel 1937 nella versione discografica delle Andrews Sisters intitolata Bei mir bist du schön e con un testo in inglese scritto da Sammy Cahn e con un riadattamento musicale di Saul Chaplin.
Vari artisti hanno in seguito inciso o eseguito pubblicamente una versione del brano e il brano è stato riadattato in varie lingue

## Storia
Il musical Men ken lebn nor men lost nisht, in cui compariva il brano Bei mir bistu shein, non ottenne un grande successo e chiuse dopo una sola stagione di programmazione.
Nel 1937, il paroliere Sammy Cahn e il pianista Lou Levy sentirono il brano interpretato da Johnnie e George, una coppia di afroamericani, mentre la eseguirono all'Apollo Theatre di Harlem, acclamati da una folla numerosa.
Cahn convinse così il suo impresario alla Warner Music ad acquistare i diritti d'autore, convinto che si potesse trattare di una potenziale hit.  I diritti d'autore furono così ceduti da Shlomon Secunda a Sammy Cahn per la modica cifra di 30 dollari.
Il brano venne quindi inciso dalle Andrew Sisters su singolo in formato 78 giri, che fu pubblicato su etichetta Decca Records. Grazie alla versione discografica delle Andrews Sisters, Cahn guadagnò 30 milioni di dollari.
Il brano fu molto popolare in Germania durante il nazismo. In seguito, il brano venne però proibito dal regime per la provenienza dagli Stati Uniti e per le origini ebraiche del suo autore originale.

## Versioni (lista parziale)
Oltre che dalle Andrews Sisters, il brano è stato inciso o eseguito pubblicamente dai seguenti interpreti (in ordine alfabetico):
- Belle Baker (1938)
- The Barry Sisters (1947)
- Al Bowly (1938)
- Hacke Björksten (versione strumentale; 1961)
- June Christy (1958)
- Jack Costanzo (versione strumentale; 1957)
- Phyllis Diller (1968)
- Ella Fitzgerald e i Savoy Eight (1938)
- Judy Garland
- Terry Gibbs (versione strumentale; 1966)
- Benny Goodman
- Nina Hagen e la Capital Dance Orchestra (2006)
- Jennifer Keith (2011)
- Guy Lombardo e i Royal Canadians (1938)
- Bette Midler (2014)
- Glenn Miller
- The Pfister Sisters (2006)
- The Pointer Sisters (1974)
- The Puppini Sisters (2006)
- The Swing Kittens (2012)
- Pat Thomson (1991)
- Cal Tjader (versione strumentale; 1955)
- Sayaka Tsuruta (2012)
- Bobby Vinton e The Village Stompers (1966)

## Adattamenti in altre lingue
- Il brano è stato adattato in finlandese da Masa Jäppilä con il titolo Sä kaunehin oot ed interpretato per la prima volta in questa versione nel 1938 da Georg Malmstén[2]
- Il brano è stato adattato in polacco da Andrzej Włast con il titolo Ty masz dla mnie coś ed interpretato per la prima volta in questa versione nel 1938 da Mieczysław Fogg[2]
- La melodia del brano fu riutilizzata nel 1943 per accompagnare la canzone russa antinazista Baron Von der Pschik scritta da Anatolij Fidrovskij[3]
- Il brano è stato adattato in lingua frisone da Jan Groenendaal con il titolo Allain is maar allain ed inciso per la prima volta in questa versione da Martina con il Trio Roelof Stalknecht[2]
- Il brano è stato adattato in tedesco da Henning Venske con il titolo Ich trinke dich schön ed interpretato per la prima volta in questa versione dallo stesso Henning Venske[2]
- Il brano è stato adattato in francese da Eddy Marnay con il titolo Pour lui je suis belle ed incisa in questa versione nel 1976 da Frida Boccara[2]

## Il brano nella cultura di massa
- Il brano è stato inserito nel film d'animazione del 1938, diretto da Ben Hardaway e Cal Dalton, Un coniglio imprendibile (Porky's Hare Hunt)[5]
- Il brano è stato inserito, nella versione di Benny Goodman e Martha Tilton, nell'episodio della quarta stagione della serie televisiva L'ispettore Derrick intitolato  Yellow He[6])
- Il brano, nella versione di Janis Siegel, è stato inserito nel film del 1993, diretto da Thomas Carter, Swing Kids - Giovani ribelli (Swing Kids)[7]
- Il brano, nella versione delle Andrews Sisters, è stato inserito nel videogioco del 2007 BioShock[8]